# Pay the Ghost - Il male cammina tra noi
Pay the Ghost - Il male cammina tra noi (Pay the Ghost) è un film del 2015 diretto da Uli Edel.

## Trama
Charlie, il figlio di otto anni di Mike Lawford, un professore di New York, scompare durante la parata di Halloween. Un anno dopo, l'uomo incomincia a essere ossessionato da terrificanti visioni del figlio e a sentire intorno a lui l’inspiegabile e spaventosa presenza di una misteriosa figura. Mike insieme alla moglie Kristen, si mettono alla disperata ricerca del figlio e scoprono che ogni anno, durante la notte di Halloween, un fantasma feroce e vendicativo appare durante la festa per rapire 3 bambini.